# Estádio Nacional
L'Estádio Nacional, també anomenat Estádio do Jamor, és un estadi de futbol localitzat al complex esportiu a Oeiras, Portugal, a prop de Lisboa. Des de 2018 hi juga els partits com a local el club Os Belenenses Futebol S. A. D..
Fou dissenyat per Miguel Jacobetty Rosa i començat a construir el 1939, essent inaugurat el 10 de juny de 1944 (festa nacional de Portugal) pel primer ministre António Oliveira Salazar. La seva capacitat és de 37.593 espectadors.
L'estadi és la seu tradicional de la final de la copa portuguesa de futbol des de 1946. També hi disputa partits la selecció de futbol de Portugal. L'esdeveniment més important que s'hi disputà fou la final de la Copa d'Europa de futbol 1966-67 entre el Celtic i l'Inter de Milà amb victòria per 2 a 1 pels escocesos.